# Nongthymmai
Nongthymmai là một thị trấn thống kê (census town) của quận East Khasi Hills thuộc bang Meghalaya, Ấn Độ.

## Nhân khẩu
Theo điều tra dân số năm 2001 của Ấn Độ, Nongthymmai có dân số 34.209 người. Phái nam chiếm 50% tổng số dân và phái nữ chiếm 50%. Nongthymmai có tỷ lệ 82% biết đọc biết viết, cao hơn tỷ lệ trung bình toàn quốc là 59,5%: tỷ lệ cho phái nam là 84%, và tỷ lệ cho phái nữ là 80%. Tại Nongthymmai, 11% dân số nhỏ hơn 6 tuổi.